# Troy Kemp
Troy Kemp (Nassau, 18 de junho de 1966) é um antigo campeão mundial de salto em altura das Bahamas. O seu recorde pessoal é de 2.38 m, obtido em Nice no dia 12 de julho de 1995, o que faz dele co-recordista da Commonwealth, juntamente com o britânico Steve Smith.
Participou em duas finais olímpicas, tendo sido sétimo nos Jogos de Barcelona 1992 e 13º nos Jogos de Atlanta 1996.